# Élections constituantes de 1945 dans les Ardennes
Les élections constituantes françaises de 1945 se déroulent le 21 octobre.

## Mode de scrutin
Les députés sont élus selon le système de représentation proportionnelle suivant la règle de la plus forte moyenne dans le département, sans panachage ni vote préférentiel. 
Il y a 586 sièges à pourvoir.
Dans le département des Ardennes, quatre députés sont à élire.

## Élus
Les quatre députés élus sont : 
|   | Député élu     |  | Groupe parlementaire |
| - | -------------- |  | -------------------- |
| 1 | Pierre Lareppe |  | PCF                  |
| 2 | Jules Mouron   |  | PCF                  |
| 3 | Jacques Bozzi  |  | SFIO                 |
| 4 | René Penoy     |  | MRP                  |

## Résultats

### Résultats à l'échelle du département
| Parti          | Parti                                            | Tête de liste    | Résultats | Résultats | Sièges | Sièges |
| Parti          | Parti                                            | Tête de liste    | Voix      | %         |        |        |
| -------------- | ------------------------------------------------ | ---------------- | --------- | --------- | ------ | ------ |
|                | Parti communiste français                        | Pierre Lareppe   | 37 863    | 31,76     | 2      |        |
|                | Section française de l'Internationale ouvrière   | Jacques Bozzi    | 36 163    | 30,64     | 1      |        |
|                | Mouvement républicain populaire                  | René Penoy       | 26 913    | 22,57     | 1      |        |
|                | Républicain du relèvement ardennais              | Marc Hannotin    | 11 367    | 9,54      | -      |        |
|                | Parti républicain, radical et radical-socialiste | Gabriel Delattre | 6 899     | 5,79      | -      |        |
|                |                                                  |                  |           |           |        |        |
| Inscrits       | Inscrits                                         | Inscrits         | 149 484   | 100,00    | 4      |        |
| Votants        | Votants                                          | Votants          | 121 278   | 81,13     |        |        |
| Blancs et nuls | Blancs et nuls                                   | Blancs et nuls   | 2 073     | 1,71      |        |        |
| Exprimés       | Exprimés                                         | Exprimés         | 119 205   | 98,29     |        |        |